# あ
En la escritura japonesa, los caracteres silábicos (o, con más propiedad, moraicos) あ (hiragana) y ア (katakana) ocupan el primer lugar en el sistema moderno de ordenación alfabética gojūon (五十音), antes de い; y el 36º en el poema iroha, entre て y さ. En la tabla a la derecha, que sigue el orden gojūon (por columnas, y de derecha a izquierda), あ se encuentra en la primera columna (a la que da nombre: あ行, "columna A") y la primera fila (a la que da nombre: あ段, "fila A").
El carácter あ proviene del kanji 安, mientras que ア proviene de 阿.マー&
Se utiliza un carácter de menor tamaño, ぁ, ァ; para la formación de nuevos sonidos que no existen en el japonés tradicional, como ふぁ (fa) y ヴァ (va).

## Romanización
Según los sistemas de romanización Hepburn, Kunrei-shiki y Nihon-shiki, あ, ア se romanizan como "a".

## Escritura
| Escritura de あ | Escritura de ア |

- El carácter あ se escribe con tres trazos:

1. Trazo horizontal en la parte superior, de izquierda a derecha.
2. Trazo vertical, de arriba abajo, que corta al primero
3. Trazo curvo que empieza en la parte central del carácter, baja y acaba trazando un amplio arco circular. Este trazo se asemeja al carácter の.

- El carácter ア se escribe con dos trazos:

1. Trazo que al principio va de izquierda a derecha, pero al final se dirige abajo a la izquierda.
2. Trazo ligeramente curvo que desciende.

## Otras representaciones
- Sistema Braille:

| ●－ －－ |

- Alfabeto fonético japonés: 「朝日のア」 ("la a de asahi", donde asahi puede traducirse como "sol naciente")
- Código Morse: －－・－－

- Datos: Q40454
- Multimedia: あ / Q40454